# 利奥·韦尔
利奥·韦尔（英語：Leo Ware，1876年9月27日—1914年12月28日），美国男子网球运动员，毕业于哈佛大学。他曾搭档乔治·谢尔登获得1897年和1898年美国网球公开赛男子双打冠军。